# Sant'Antimo Pinot Grigio
Il Sant'Antimo Pinot Grigio è un vino DOC la cui produzione è consentita nella provincia di Siena.

## Caratteristiche organolettiche
- colore: giallo paglierino
- odore: delicato, floreale, caratteristico
- sapore: asciutto, armonico

## Produzione
Provincia, stagione, volume in ettolitri
- nessun dato disponibile